# Arenaria grandiflora
La hierba de la piedra (Arenaria grandiflora (L.)) es una especie de planta herbácea perteneciente a la familia de las cariofiláceas.

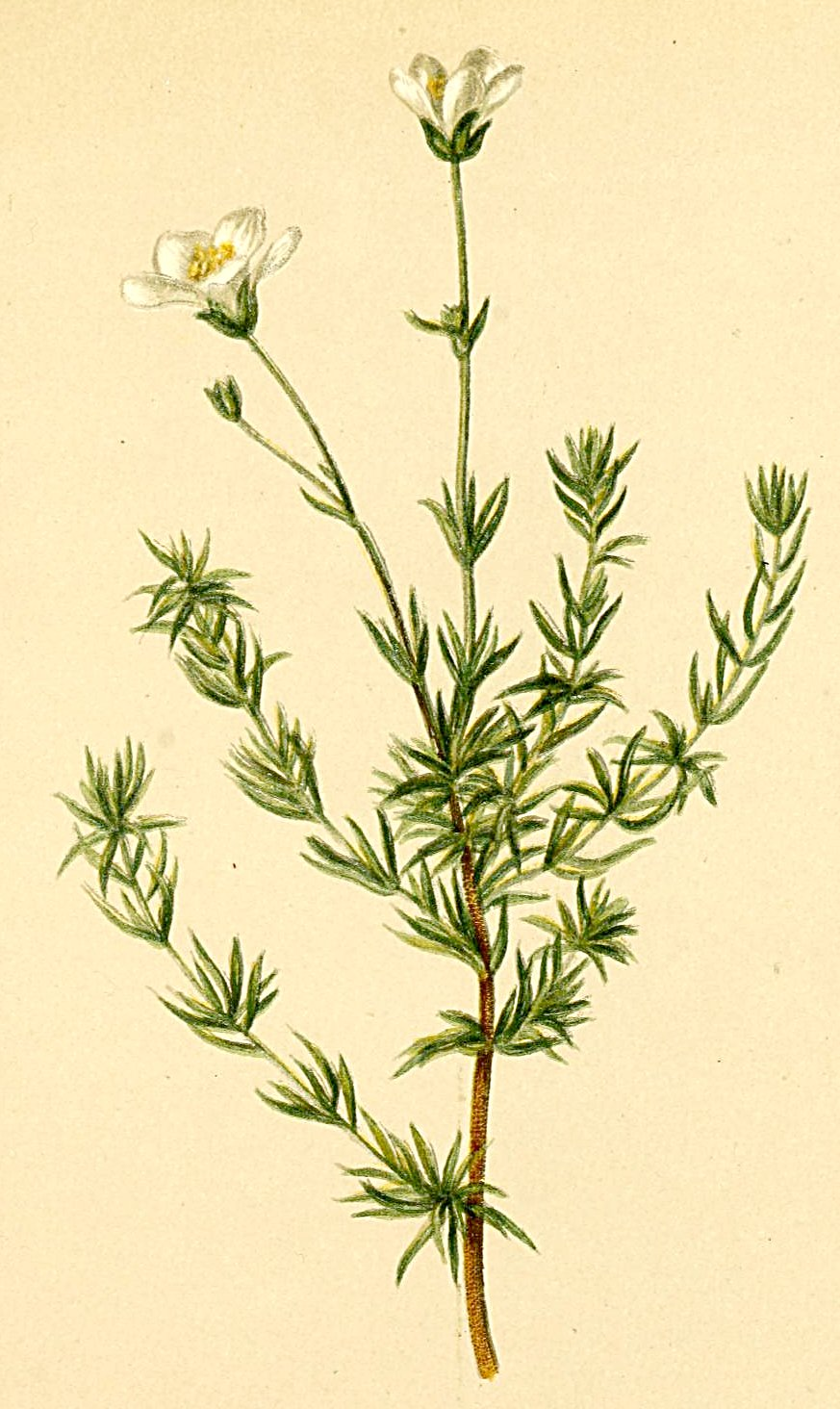
Ilustración

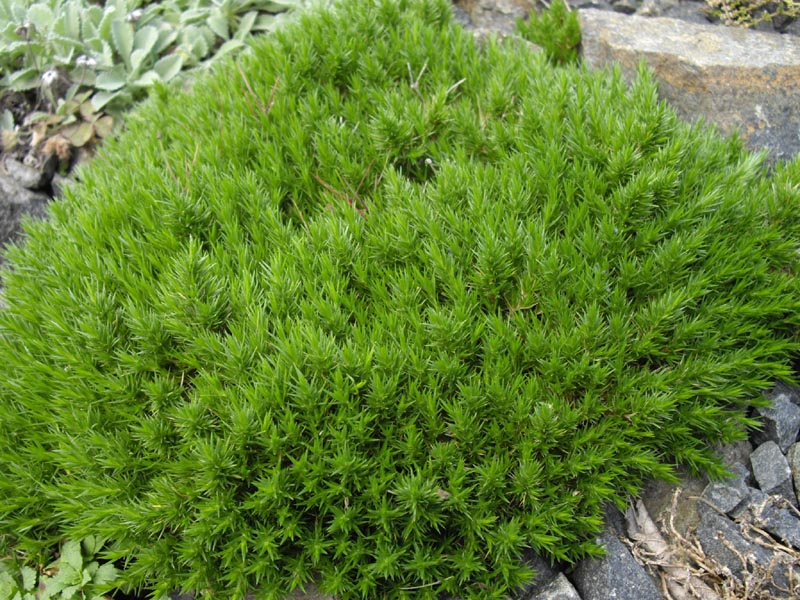
Vista de la planta

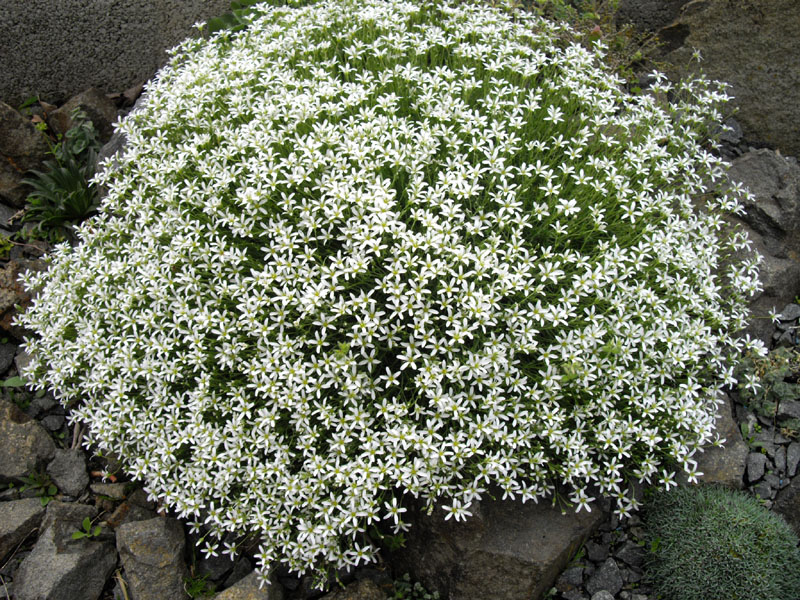
Vista de la planta en flor

## Descripción
Es una planta cespitosa, que alcanza un tamaño de hasta 30(50) cm de altura. Tallos ± erectos o colgantes en sitios sombreados, con pelos cortos, retrorsos, eglandulosos, acompañados a menudo en la inflorescencia o en la parte superior por pelos glandulosos; glabrescentes en la base. Hojas de lanceoladas a lineares, frecuentemente subuladas, aristadas o subaristadas, con 1 nervio medio prominente y 2 nervios marginales formando un reborde que se curva hacia el haz. Inflorescencias cimosas, con hasta 4(5) flores; pedicelos fructíferos de hasta 40(45) mm. Cáliz (3)4-6,5(7,5) mm, ± peloso, con indumento glandular o eglandular; sépalos de ovado-lanceolados a lanceolados, acuminados, ciliados en la base; con 1-7(9) nervios, el central prominente. Pétalos 5-9,5 mm, mayores que el cáliz. Arteras 0,5-1 mm. Cápsula (3)4-7(8) mm, ovoideo-cónica, coriácea, generalmente exerta, dehiscente, por 6 dientes apicales, hasta 1/3 de su longitud. Semillas 0,8-1,4(1,6) mm, reniformes o reniforme-orbiculares, negras, con las células de la testa obtusas, grandes, prominentes.

## Distribución y hábitat
Es nativa de la región mediterránea occidental principalmente en Barcelona, Castellón, Tarragona, Toledo e Islas Baleares donde crece en grietas de roquedos calizos poco soleados. Camefito.

## Variedades
- Arenaria grandiflora (L.) subsp. bolosii (Cañig.) P.Küpfer es una pequeña mata que tiene un tronco leñoso en la base que se ramifica con ramas de carácter herbáceo. Estas ramas son pilosas, tienen hojas lanceoladas de color grisáceo o rojizo. En la parte superior forma flores blancas de cinco pétalos. En la montaña mallorquina vive también la subespecie glabrescens, que es mucho más frecuente, se diferencia por tener las flores más grandes y el color verde intenso de las hojas. La subsp. bolosii es bastante rara, vive en la parte alta de las montañas de la zona central de la Sierra de Tramuntana y está considerada en peligro de extinción. Florece en junio y julio.
- Arenaria grandiflora L. subsp. glabrescens (Willk.) G.López & Nieto Fel., es una pequeña mata leñosa con aspecto de hierba tierna, con hojas opuestas y flores de color blanco. La subespecie glabrescens es endémica de Mallorca donde crece en lugares sombríos y frescos al pie de peñales o rellanos. Entre 800 y 1400 metros..
- Arenaria grandiflora L. subsp. grandiflora es una Planta caespitosa más o menos leñosa en su base. Las hojas son opuestas, pequeñas (5-10 mm), pero rígidas y con el nervio central marcado. Las flores tienen un diámetro de cerca de 1 cm, presentan el pedúnculo de mayor longitud que los sépalos, tienen los pétalos blancos, bien aparentes. Los sépalos presentan pelos, carácter que la diferencia Arenaria valentina, en que tiene los sépalos glabros, además de ser mucho más blanda y laxa.
- Arenaria grandiflora subsp. valentina (Boiss.) O.Bolòs & Vigo1

## Taxonomía
Arenaria grandiflora fue descrita por Carlos Linneo   y publicado en Syst. Nat. ed. 10 2: 1034 1759.
Citología
Número de cromosomas de Arenaria grandiflora (Fam. Caryophyllaceae) y táxones infraespecíficos: n=11
Etimología
Arenaria: nombre genérico que deriva del término latino arenarius  = "de arena, arenoso". Adjetivo sustantivado: la planta a la que J.Bauhin dio este nombre en 1631 vive en terreno arenoso.
grandiflora: epíteto latino que significa "con grandes flores".
Sinonimia
- Arenaria bourgaei Coss. ex Willk.
- Arenaria grandiflora f. incrassata (Lange) Rothm.
- Arenaria grandiflora subsp. bolosii (Cañig.) P.Küpfer
- Arenaria grandiflora subsp. bourgaeana Coss. ex Nyman
- Arenaria grandiflora subsp. glabrescens (Willk.) G.López & Nieto Fel.
- Arenaria grandiflora subsp. grandiflora L.
- Arenaria grandiflora subsp. incrassata (Lange) C.Vicioso
- Arenaria grandiflora subsp. pseudoincrassata Malag.
- Arenaria grandiflora var. bolosii Cañig.
- Arenaria grandiflora var. glabrescens (Willk.) Pau & Font Quer
- Arenaria grandiflora var. incrassata (Lange) Coss.
- Arenaria incrassata var. glabrescens Willk. in Willk. & Lange
- Arenaria incrassata Lange
- Arenaria leroyana Sennen
- Arenaria mariana Sennen
- Arenaria mixta Lapeyr.
- Arenaria triflora L.
- Cernohorskya bourgaeana Á.Löve & D.Löve
- Cernohorskya grandiflora (L.) Á. Löve & D. Löve
- Cernohorskya incrassata (Lange) Á. Löve & D. Löve
- Cernohorskya triflora (L.) Á. Löve & D.Löve[6]